# Michal Frankl
Michal Frankl (né en 1974) est un historien tchèque, chef du département des études juives et de l'histoire de l'antisémitisme au Musée juif de Prague,.